# Leucochesias subnitens
Leucochesias subnitens är en fjärilsart som beskrevs av Claude Herbulot 1983. Leucochesias subnitens ingår i släktet Leucochesias och familjen mätare. Inga underarter finns listade i Catalogue of Life.